# Хотел
Хотел је установа намењена пружању услуга најчешће краткотрајног смештаја и прехране гостију, корисника услуге. Прецизније речено, хотел је основни, репрезентативни угоститељски објекат за смештај, отвореног типа, намењен различитим категоријама корисника, који послује по комерцијалним принципима, у техничко-технолошком и организационом смислу, екипиран на начин који обезбјеђује пружање услуга смештаја, најчешће обједињених са услугама хране, пића и напитака, укључујући пружање одговарајућих додатних услуга, функционално повезаних у исти производ.

## Етимологија
Реч хотел настала је од француске речи отел (hôtel), која означава кућу за пружање услуга смештаја. Временом је тај назив изгубио препознатљиви француски изговор, па се данас широм света користи назив хотел.
Корен речи потиче од латинсле речи hospitalitas - гостопримство.

## Појам хотела
Угоститељство је привредна делатност која подразумева две врсте делатности: припрему и продају јела и пића на специфичан начин и изнајмљивање опремљених соба за смештај, односно ноћење. Ресторане, кафиће и друге сличне објекте који пружају услуге служења хране и пића чешће посећује локално становништво, док су хотелима циљна група посетиоци из других градова или земаља. Хотели првенствено пружају услугу преноћишта, али је обичајно, али не и обавезно, да поседују и капацитете који пружају услуге служења хране и пића, као додатних услуга. Нискобуџетни хотели (такозваним BB хотели - „bed & breakfast”) својим гостима нуде уз ноћење само лаки доручак. Управо због ове чињенице до данас се сматра да су услуге смештаја и исхране у хотелијерству одвојене и да се посматрају као два различита пакета услуга. То значи да се у сваком хотелу може одвојено конзумирати услуга смештаја од услуге исхране и обрнуто. Тако настају и термини полупансион и пун пансион, који означавају за који пакет услуга се корисник опредељује када је реч о исхрани у објекту хотела.

## Историја
Историја хотела је тесно повезана са историјом цивилизације. Објекти који нуде гостопримство су евидентирани још у раним библијским временима. Стари Грци су развили термалне бање у селима, дизајниране за одмор и опоравак. Касније, Римљани су изградили палате како би обезбедили смештај за путнике који су путовали као службеници владе. Касније су се појавили каравансараји који су нудили смештај и одмориште за караване дуж путева Блиског истока.
У средњем веку, манастири су прве установе које нуде уточиште за путнике. Верски редови су градили одморишта и болнице, како би се побринули за оне који су у покрету. Преноћишта се множе, али и даље не нуде оброке. Пружају смештај и омогућавају брзу замену коња. У то време бројне избеглице се јављају за ходочаснике и крсташе и путују ка Светој земљи. Око 1200. године стајалишта за путнике и курире се појављују у Кини и Монголији. У Европи почињу да се отварају први хотели - објекти слични онима какве данас познајемо. Почетком 15. века, најпре у Француској, а онда и широм света, почињу да се доносе законске регулативе које се односе на пословање хотела. Током ове епохе само у Енглеској је регистровано више од 600 места за преноћиште. У Француској се објављује и први водич за путнике. У овом периоду почиње да се развија хотелска индустрија. Почетком 17. века у Енглеској се појављују први хотели са дефинисаним радним временом. Прва школа за хотелијере је отворена у Лозани (Швајцарска) 1890. године.

### 19. век
Туризам и хотелијерство доживјели су у 19. веку свој истински процват, те настанак хотела и њихова организација каква је данас препознатљива, сеже у период 19. вијека.
Туризам до 19. вијека базирао се само на периоду љета, тако да у зимском периоду посјећености дестинација, а самим тим и хотела није ни било. Промјена настаје 1864. године, када су у швајцарском градићу Санкт Морицу, на Алпима, ударени темељи зимског туризма, те су хотели постали посјећени и у зимском периоду. Тим догађајем, туризам и хотелијерство заживљавају као привредне гране и у тим подручјима, гдје постају и ослонац привреде.

### 20. век
Ране године 20. века су обиловале новим хотелима који су врло брзо постали престиж. Педесетих година 20. века хотел Клуб Медитеранеа уводи револуцију у развој хотела и хотелијерства, револуционарни концепт ”club village” (сеоски клуб). Шездесетих година дошло је до процвата хотелских комплекса на Медитерану. Бројни градови и хотели на медитеранским плажама, укључујући и бившу Југославију, отварају своја врата гостима жељним релаксације и сунца. Португал и Скандинавске земље ускоро крећу истим стопама. Седамдесете године су карактеристичне по изградњи пословних хотела. Убрзо након тога, захваљујући нафтним изворима, развијају се хотели и на Блиском истоку, првобитно пословни, јер се ствара потреба за путовањем пословних људи у тај део света. Хотелски ланци, следећи жеље својих корисника, почињу да нуде богат асортиман услуга. Собе постају пространије а кухиња префињенија. Почињу да се отварају првокласни хотели у градским центима и старим запуштеним градским палатама. Крајем 70-тих, када је Кина отворила своја врата за стране туристе, настају и први конгреси који окупљају хотелске стручњаке. Осамдесетих година долази до развоја хотела и на Далеком истоку.
Следећа револуционарна промена у хотелској индустрији почиње 1980. прилагођавањем маркетинга и развијањем хотела прилагођених одређеним типовима клијената. Овај тренд доводи до изградње хотела у близини аеродрома, настанка конгресних хотела, здравствених хотела, ски одмаралишта, лучких хотела, летњих комплекса. У Истанбулу 1984. почињу радови на реновирању и трансформацији султанске резиденције у хотел Ciragan Palace, што резултира настанком најпрестижнијег хотела у то време. Вођен од стране ланца Кемпински, Ciragan Palace отвара своје 322 собе 1991. године. У то време долази до настанка првих административних система, који омогућавају хотелима независност у погледу људских ресурса. Хотелска индустрија постаје све више конкурентна. Пословни људи и пензионери постају важна циљна група. Међународни ланци, углавном амерички, припремају план експанзије за Европу, Средњи и Далеки исток који се углавном заснива на пословним људима и посетиоцима конгресних дешавања.
Деведесетих година 20. века технологија започиње свој пробој. Раних 90-тих долази до рецесије хотелске индустрије, изазване редукцијом буџета за путовања у мултинационалним компанијама и Заливским ратом, који доводи до несигурности. Година 1991. је сматрана за црну годину хотелског посла. Ова криза натерала је хотелијере да буду креативнији у проналажењу начина да привуку госте. По први пут заштита животне средине и штедња енергије имају улогу у маркетиншким активностима бројних хотелских ланаца. Системи за резервацију постају ефикаснији и пружају могућност хотелијерима да креирају базе података, које ће им помоћи у стицању лојалности гостију. Подаци сваког госта помажу у стварању маркетиншких програма на индивидуалном нивоу.

### Архитектура хотела кроз историју
Архитектура првих хотела се често састојала од четвртастог објекта са унутрашњим двориштем, са улазом и приступом кроз лучни трем. Спаваће собе су се налазиле на две стране дворишта, кухиње и јавне просторије су биле на чеоној, а штале и помоћне просторије на залеђу објекта. Табле које обележавају објекат су биле окачене на фасаду ка улици. Пола века касније слични објекти почињу да се појављују и у Америци. У Паризу, у време владавине Луја XIV, гради се први вишенаменски архитектонски комплекс Vendomeponudio, са бутицима, апартманима и хотелом.
Како су возови почели да замењују коње као превозно средство, тако да је пословање одморишта поред пута почело да опада. У 19. веку хотели преузимају градове. Индустријска револуција омогућила је изградњу хотела широм света: у континенталној Европи, Енглеској, Америци. Прво у Њујорку, а затим и у Копенхагену, хотели се граде у центру града. Одмаралишта почињу да ничу дуж француске и италијанске ривијере. У Јапану се појављују гостињске куће рyокан. У Индији су постојали бунгалови под називом дак, који су били у власништву државе.
Први хотел луксузне категорије у центру града био је Tremont House у Бостону. Он нуди тоалете унутар зграде, браве на вратима и мени a la crte (по поруџбини). Holthotel у Њујорку је био први хотел који је својим гостима обезбеђивао лифт за пренос пртљага. Последњих година 19. века хотел Викторија у Канзас Ситију је својим гостима обезбедио собе са купатилима, а Хотел Холандија у Њујорку први уводи телефоне у собама. Широм света граде се нови, модерни хотели, од којих неки постоје и данас.

## Услуга и капацитети
Хотели, зависно од својих капацитета, пружају делимичну или потпуну услугу, која може обухватати спавање, прехрану, забаву и све остало прилагођено потребама гостију.
Осим соба, хотели у свом саставу обично имају рецепцију, бар, ресторан, а они са вишим категоријама и базен Отворени или затворени), ноћни бар, коцкарницу, сауну, фризерски салон, сувенирницу и слично.
Хотелске собе могу бити једнокреветне, двокреветне или трокреветне. Опремљене су основним намештајем (кревет, ормар, сто, столица) и зависно од категорије, додатном опремом (купатило са тоалетом, телефон, мини бар, телевизор, прикључком за интернет везу, клима уређај...)
Смештајни капацитети зависе од величине хотела, односно броја соба и кревета. Мали хотели имају тек неколико соба, док велики имају и по неколико стотина па чак и хиљада соба.

### Категоризација хотела
Хотели се, према више критеријума врсти и начину услуге сврставају у хотеле ниже и хотеле више категорије. Ове категорије означавају се звездицама (1-5). Број звездица који ће неки хотел имати зависи од много фактора, међу којима су: спољашњи изглед објекта, квалитет услуге, хигијена, квалитет хране, додатни садржаји и други. На нивоу Европске уније требало је да се уведе хотелска стандардизација (The European Hotelstar Union) која би била прихваћена у свим државама чланицама. Ипак, иако је израђена, она није обавезна него служи само као смерница. Заснива се на немачком систему који је имао велики утицај на класификацију хотела у средњој Европи. Тим системом укинута је минимална величина собе за поједину категорију и направљен је каталог критеријума који обухвата чак 270 елемената, од којих су неки обавезни ако хотел жели да добије одређену звездицу. Сваки од тих елемената носи одређен број бодова који се сабирају и на основу добијених вредности се додељују звездице.
1 звездица (Tourist)
Хотели означени једном звездицом углавном се називају буџетним хотелима. Не нуде луксуз нити превише удобан кревет. Све собе морају имати своје купатило са туш кабином или кадом. Обавезно је чишћење собе сваког дана, а у њој треба да постоји сто са столицом, сапун и ТВ у боји с даљинским. Рецепција таквог хотела треба да ради барем осам сати на дан, а на рецепцији треба да постоји факс уређај и телефон за употребу. Доручак се мора послуживати у хотелској трпезарији, а пића треба да буду доступна гостима током целог дана.
2 звездице (Standard)
За две звездице, осим услова који задовољавају претходну категорију, потребно је да доручак буде шведски сто. У собама поред кревета треба да постоје светла за читање и ормар за одлагање ствари. У купатилима уместо сапуна треба да буде гел за туширање и пешкири као и понешто од прибора за личну хигијену. На рецепцији треба да буде омогућено плаћање кредитним картицама.
3 звездице (Comfort)
За три звездице потребно је да рецепција ради најмање 14 сати дневно, а телефонска веза са особљем, које мора да говори барем један страни језик, мора да буде доступна 24 сата, а систем корисничких услуга добро развијен. Код рецепције треба да постоје бар три гарнитуре за седење и просторија за остављање пртљага. Свака соба треба да има мини бар или нека пића, телефон и приступ Интернету. Иако у нижим категоријама грејање у купатилу није обавезно, хотели с 3 звездице треба да имају неко грејно тело и фен за косу. У соби треба да постоји и велико огледало као и простор за одлагање кофера. Исто тако, обавезни су и мини сет за шивење, сет за чишћење ципела и могућност давања одеће на прање и пеглање. За сваки кревет треба обезбедити додатни јастук и покривач.
 4 звездице (First class)
Уз све претходно рецепција треба да ради најмање 18 сати дневно. Предворје (лоби), уз три гарнитуре за седење, треба да има и бар. Треба да буде омогућен доручак у соби, а мини бар треба увек да је напуњен. Осим кревета, стола са столицом и ормара, соба треба да буде опремљена и фотељом или каучем као и малим столом. У свакој соби треба да буду баде мантил и папуче, а ако их нема треба да буду доступни на захтев. У купатилу треба да се налази с капа за туширање, козметичко огледало и разни производи за личну негу (нпр. шампон, пена за бријање, гел за туширање и сл). Уместо трпезарије мора постојати ресторан са менијем A la carte, који ради седам дана у недељи.
 5 звездица (Luxury)
Рецепција треба да буде отворена 24 сата дневно, а свим гостима треба да је на располагању вратар или особа задужена за паркирање возила. Исто тако треба да постоји особље за ношење пртљага до собе. Предворје треба да буде пространо, са простором за седење и баром. Сваки гост приликом доласка у собу треба да затекне свеже цвеће или неки други поклон добродошлице. У собама треба да буде сеф и наравно, брзи интернет. Такође је потребно да постоји сервис за пеглање, који испеглану одећу треба да испоручи у року од једног сата.
7 звездица (Super Luxury) - додатна категорија
Неки хотели задовољавају чак и најригорозније захтеве, због чега су награђени са седам звездица. Први хотел на свету с том категоријом је Бурј Ал Араб у Дубаију, који је отворен 1998. и у ком свака соба има свог батлера. Не постоји писано правило да таква категоризација званично постоји, али због луксуза у ком гости могу да уживају у појединим хотелима, попут дизајнерског намештаја, елитних пића и осталих задовољстава, јасно је да се ипак по нечему разликују од хотела с пет звездица.

### Скраћенице за понуде хотела

#### Понуда услуга хотела
- НД – Ноћење са доручком
- Полупансион (ПП или HB) – Ноћење у хотелу, са доручком и вечером
- Пун пансион – Ноћење у хотелу, са доручком, ручком и вечером
- Ол инклузив (All inclusive) – Ноћење у хотелу, доручак, ручак, вечера и пиће. Често је укључено и коришћење СПА центра
- Најам апартмана (НА) – Закуп апартмана, што подразумева само смештај, без исхране. Обично апартман садржи једну или више спаваћих соба, одвојену кухињу с трпезаријом и купатило

#### Смештај
- 1/1 – Једнокреветна соба
- 1/2 – Двокреветна соба
- 1/3 – Трокреветна соба
- Single room – Соба са само једним креветом
- Double room – Соба у коју се могу сместити две особе. Може имати два одвојена кревета или један велики брачни лежај
- Twin room – Соба са два одвојена кревета
- Twin double room – Соба са два дупла кревета
- АПП – Ознака за апартман
- Студио – Представља врсту апартманског смештаја, где се кухиња и простор за спавање налазе практично у истој просторији
- Suite – Представља луксузне хотелске собе, које имају више простора и боље су опремљене од стандардних соба
- Family room – Представља породичну собу, која обично има две одвојене собе
- Помоћни лежај – Лежај са душеком тањим од стандардног, који се може додати и тиме смањити простор у соби, студију или апартману. Обично је мањи од стандардног лежаја на извлачење.

#### Исхрана
- A la carte – Тип ресторана у којем свако наручено јело има посебну цену
- Шведски сто – Самопослуживање хране у ресторану, у неограниченим количинама
- Мени – Тип исхране по унапред одабраним оброцима, од неколико понуђених у ограниченим количинама
- Мини бар – Представља мали фрижидер који се налази у хотелској соби и садржи пића или намирнице које се посебно плаћају

#### Релаксација
- Wellness или СПА центар – Део хотела који обухвата базен, сауну, турско купатило, хидромасажну каду и сличне садржаје
- Wellness ваучер – пропусница за коришћење услуга Wellness центра, која се добија на рецепцији хотела или на улазу у центар
- Сауна – Представља мали затворени простор са дрвеним клупама и температуром 60-90 степени (принцип врелог ваздуха)
- Турско или парно купатило – Представља мали затворени простор са керамичким клупама и температуром 70-90 степени (принцип водене паре)

#### Остале услуге
- Check in – Представља процедуру пријаве у хотел, која се обавља на рецепцији хотела показивањем личним докумената и добијањем кључа собе
- Check out – Представља процедуру одјаве из хотела, враћањем кључа собе рецепционерима и добијањем назад личних докумената
- Лоби – Представља простор који се налази поред рецепције, са столовима и столицама или фотељама
- БТО – Ознака за боравишну таксу и осигурање који се обично доплаћују дневно по особи а чији износ прописује општина на чијој се територији налази хотел

## Законска регулатива
Тежећи да издвоји хотел као посебну врсту угоститељског објекта за смјештај и одвоји га од других објеката које пружају сличну врсту услуге, Међународно удружење власника хотела је 1926. године донело одлуку о минимуму заједничких карактеристика сваког објекта који претендује да се зове хотелски. Те заједничке карактеристике се односе на:
- организацију и управљање у функцији услуге смештаја високог квалитета,
- смештај и исхрану као предмете делатности,
- архитектуру и уређеност простора у и око објекта,
- наглашену санитарну и хигијенску безбедност,
- заштиту од пожара,
- уређеност соба за издавање,
- постојање одговарајућег броја заједничких просторија и санитарних чворова изван комерцијалних соба,
- одговарајућу површину соба и њихову опремљеност,
- услужно и техничко особље и
- опремљеност кухињског блока по савременим прехрамбено-техничким и санитарно-хигијенским стандардима.

У том смислу и наш Закон о туризму и Правилник о стандардима за категоризацију угоститељских објеката за смештај посматрају хотел као „репрезентативни угоститељски објекат за смештај”. Према Светској туристичкој организацији хотел је „смештајни објекат у којем се услуге смештаја пружају у одређеном броју соба (већем од дефинисаног минимума), који пружа одређене услуге, укључивши послуживање у собама (room service), дневно чишћење и поспремање соба и просторија за личну хигијену гостију, који је категорисан према опреми и услугама које нуди, те којим управља јединствени менаџмент (што важи за веће пословне системе, односно ланце хотела)”.

## Најпознатији хотели и хотелски ланци
Неки од најпознатијих светских хотела су Плаза и Валдорф-Асториа у Њујорку, Риц у Лондону, Бурј Ал Араб у Дубаију, Империјал у Бечу, Гранд хотел Ројал у Будимпешти и многи други широм света.
Најпознатији светски хотелски ланци су Хилтон, Шератон, Хајат, Холидеј Ин, Радисон и други.

## Занимљивости
Хотел Adlon у Берлину је од отварања 1907. године до рушења у бомбардовању 1945. био симбол Берлина, раскошни домаћин за племство, лидере влада, глумце и великане из поља књижевности и науке. Године 1997. он је обновљен, поново изграђен на свом изворном месту, са погледом на Бранденбуршку капију. Споља, то је виртуелна реплика оригинала, а изнутра модеран, луксузно дизајниран простор, опремљен достигнућима високе технологије.